# بیلگه ابیری
بیلگه ابیری (انگلیسی: Bilge Ebiri؛ زادهٔ  ۱۹۷۳ میلادی ) کارگردان فیلم، و روزنامه‌نگار اهل ایالات متحده آمریکا است.